# 山德罗·萨尔瓦多雷
山德罗·萨尔瓦多雷（義大利語：Sandro Salvadore，1939年11月29日—2007年1月4日），意大利男子足球运动员，场上位置是后卫。他曾代表意大利参加1962年和1966年国际足联世界杯，及1968年欧洲足球锦标赛。